# Adenopygus
Adenopygus is een geslacht van rechtvleugeligen uit de familie krekels (Gryllidae). De wetenschappelijke naam van dit geslacht is voor het eerst geldig gepubliceerd in 2012 door Bolfarini & de Mello.

## Soorten
Het geslacht Adenopygus omvat de volgende soorten:
- Adenopygus friederickeae Bolfarini & de Mello, 2012
- Adenopygus heikoi Bolfarini & de Mello, 2012